# Badia di Sant'Andrea (Genova)
L'abbazia di Sant'Andrea degli Erzelli (che era detta anche Sant'Andrea de Sexto, per la sua vicinanza a Sestri Ponente, o abbazia di Sant'Andrea della Colombara) è un antico complesso monastico, ora sconsacrato e non visitabile, nel ponente della città di Genova, tra i quartieri di Cornigliano e Sestri Ponente. Il complesso è situato ai piedi della collina degli Erzelli, a poca distanza dalla spiaggia detta "il deserto", ora interrata, che divideva le due località, nelle cui vicinanze su uno scoglio sorgeva un antico monastero benedettino, risalente al VII secolo.

## Storia
Le prime notizie documentate sulla Badia di Sant'Andrea risalgono all'anno 1131, quando i cistercensi acquistarono l'antico monastero benedettino che sorgeva sull'isolotto di Sant'Andrea, divenuto ben presto insufficiente per l'accresciuto numero dei monaci. A poca distanza da esso, sulla collina soprastante, il monaco francese Stefano Harding, terzo abate di Cîteaux, fece costruire un nuovo complesso monastico. Fu una delle più antiche comunità cistercensi in Italia, seconda solo a quella dell'Abbazia di Santa Maria alla Croce di Tiglieto, fondata una decina di anni prima.
Qui visse per un certo periodo, nella prima metà del XII secolo, il santo monaco Alberto, prima di trasferirsi nell'eremo sopra Sestri Ponente dove ora sorge un santuario a lui dedicato.
Nel 1245 vi soggiornò il papa Innocenzo IV Fieschi, caduto ammalato durante il viaggio verso Lione per partecipare al Concilio che si tenne in quella città.

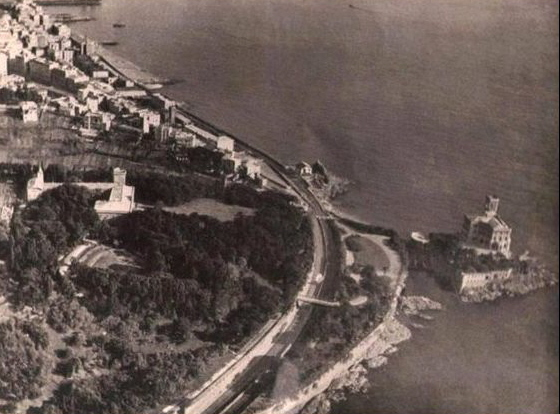
Foto aerea della prima metà del XX sec. con l'abbazia di S. Andrea (a sinistra) e lo scoglio di S. Andrea (a destra) con il castello Raggio

Per alcuni secoli la badia fu sede di un "ospitale" per accogliere i pellegrini diretti in Terra santa; nel 1478, per volere del papa Sisto IV, divenne commenda delle famiglie genovesi Fregoso e Fieschi.
Nel 1570, abbandonata dai cistercensi dopo un periodo di decadenza, la badia fu assegnata dal papa Pio V all'Inquisizione, dopo che un incendio nel 1558 aveva distrutto la sede genovese di questa istituzione.
Sciolta l'Inquisizione nel 1798, al tempo della Repubblica Ligure napoleonica, la badia fu acquistata dal duca Pietro Vivaldi Pasqua, che la trasformò in una villa signorile, modificando profondamente il complesso pur conservando l'originario stile gotico. Dopo vari passaggi di proprietà nel 1879, insieme a tutta l'area circostante, l'intero comprensorio fu acquistato dall'imprenditore Edilio Raggio, che a poca distanza, sul sito dell'antico cenobio benedettino, aveva fatto costruire il Castello Raggio, una sontuosa dimora affacciata sul mare.
Gravemente danneggiata nel corso della seconda guerra mondiale e successivamente ristrutturata, divenne sede di società ed enti di ricerca fino alla metà degli anni novanta. Nuovamente ristrutturata dal 2008 dopo alcuni anni di abbandono, ospita le sedi di alcune aziende.

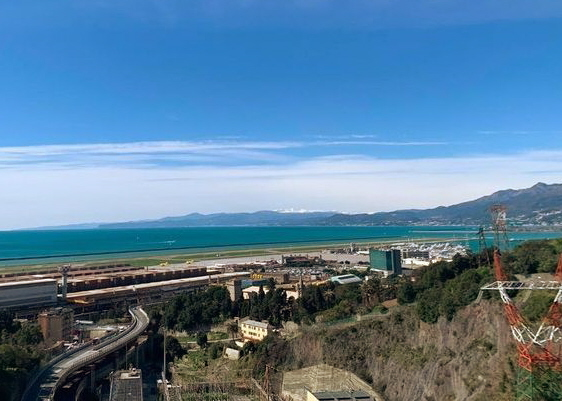
L'abbazia di Sant'Andrea (situata al centro e in basso dell'immagine) vista dai rilievi vicini

La badia, non visitabile perché di proprietà privata, resta l'ultima testimonianza di questo antico comprensorio, un tempo denominato Colombara, profondamente mutato nel secondo dopoguerra, che con l'interramento della spiaggia ai piedi della collina, la costruzione dello stabilimento ex Italsider e dell'aeroporto, la demolizione del Castello Raggio e la realizzazione degli svincoli autostradali ha perso la sua connotazione originaria per diventare un'anonima area industriale, in fase di riqualificazione, come l'intero comprensorio di Cornigliano, dopo la chiusura dell'area a caldo dell'ILVA e il relativo Accordo di Programma a cura della preposta Società per Corigliano S.p.A.

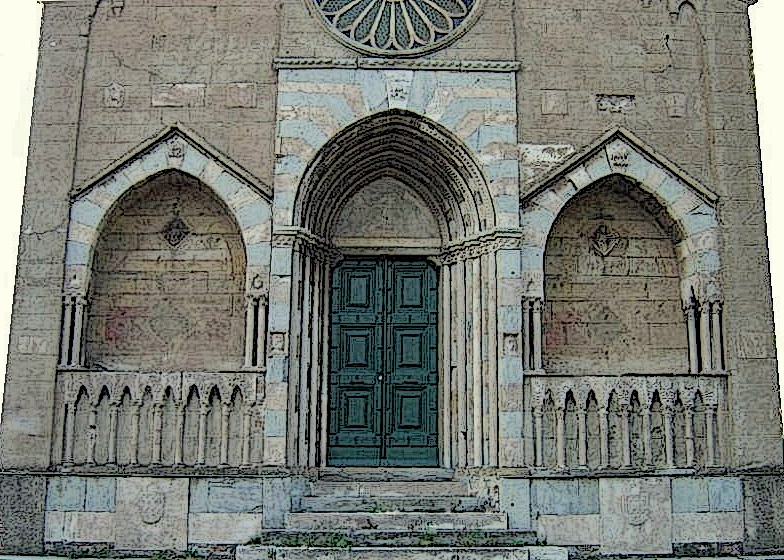
La parte inferiore della facciata della chiesa abbaziale

Nel 2022 l'ex abbazia è stata acquistata da 777 Partners, la società proprietaria del Genoa CFC, e diventerà sede degli uffici e degli alloggi della scuola calcio della squadra.

## La chiesa dell'abbazia
La chiesa conserverebbe delle forme riferibili al XIIl secolo, simili ad altri coevi edifici religiosi genovesi dal carattere sobriamente gotico. La facciata è caratterizzata da un portale archiacuto strombato a bande bianche e grigie, affiancato da due arche sepolcrali sormontate da archi ogivali. La sezione superiore della facciata con il rosone è frutto di un intervento in stile neomedioevale del XIX o anche del XX secolo, tali lavori di rifacimento hanno interessato buona parte dell'edificio. Altre arche sepolcrali sono presenti sui fianchi. Il suo aspetto è visibile alla seguente pagina web .